# Namibische Fußballnationalmannschaft (U-20-Männer)
Die namibische U-20-Fußballnationalmannschaft der Männer ist die Auswahl namibischer Fußballspieler der Altersklasse U-20. Sie repräsentiert die Namibia Football Association (NFA) auf internationaler Ebene, darunter bei der U-20-Afrikameisterschaft. Für diese konnte sie sich erstmals 2021 qualifizieren. An einer U-20-Weltmeisterschaft nahm die Nationalmannschaft bisher nicht teil.
Größter Erfolg war der Gewinn der Silbermedaille bei der COSAFA U-20-Meisterschaft 2021.

## Teilnahme an Weltmeisterschaften
| Junioren-Weltmeisterschaft - 1991: nicht qualifiziert - 1993: nicht qualifiziert - 1995: nicht qualifiziert - 1997: nicht qualifiziert - 1999: nicht qualifiziert - 2001: nicht qualifiziert - 2003: nicht qualifiziert - 2005: nicht qualifiziert | U-20-Weltmeisterschaft - 2007: nicht qualifiziert - 2009: nicht qualifiziert - 2011: nicht qualifiziert - 2013: nicht qualifiziert - 2015: nicht qualifiziert - 2017: nicht qualifiziert - 2019: nicht qualifiziert - 2023: nicht qualifiziert |

## Teilnahme an Afrikameisterschaften
| U-21-Afrikameisterschaft - 1991: nicht teilgenommen - 1993: nicht teilgenommen - 1995: nicht teilgenommen - 1997: nicht teilgenommen - 1999: zurückgezogen - 2001: nicht qualifiziert - 2003: nicht qualifiziert | U-20-Afrikameisterschaft - 2005: nicht qualifiziert - 2007: nicht qualifiziert - 2009: nicht qualifiziert - 2011: nicht qualifiziert - 2013: nicht qualifiziert - 2015: nicht qualifiziert - 2017: nicht qualifiziert - 2019: nicht qualifiziert - 2021: Vorrunde - 2023: nicht qualifiziert |

## Teilnahme an Regionalmeisterschaften
| COSAFA U-20-Meisterschaft - 1993: Vorrunde - 1995: nicht teilgenommen - 1997: nicht teilgenommen - 1999: Vorrunde - 2001: Viertelfinale - 2002: Viertelfinale - 2003: Vorrunde - 2004: Vorrunde - 2005: Vorrunde - 2006: Vorrunde - 2007: 4. Platz | COSAFA U-20-Meisterschaft - 2008: nicht teilgenommen - 2009: Vorrunde - 2010: Vorrunde - 2011: Vorrunde - 2013: Vorrunde - 2016: zurückgezogen - 2017: nicht teilgenommen - 2018: zurückgezogen - 2019: nicht teilgenommen - 2021: 2. Platz |